# Bilspedition
Bilspedition AB var ett svenskt speditionsföretag, grundat 1936 som ett dotterbolag till Fallenius & Leffler, en speditionsagentur grundad av Ivar Fallenius 1891. År 1998 gick företaget samman med tyska Schenker och är numera en del av den tyska transport- och logistikkoncernen Deutsche Bahn.

## Historik

### Grundandet och tidiga åren
Ivar Fallenius startade 1891 en speditionsagentur i ett rum på Drottninggatan i Göteborg, men flyttade redan samma år till en tvårummare på Skeppsbron 1. Efterföljande år gick Leopold Leffler Jr in som kompanjon, varvid företaget bytte namn till Fallenius & Leffler. 1893 lämnade Leffler företaget, men företagsnamnet behölls. 1904 blev Fallenius & Leffler agent för Nordstjernans nystartade Johnson-Linjen. En omfattande kusttrafik mellan Göteborg, Stockholm och Norrlandshamnar byggdes upp i början av 1900-talet.
1926 startades den första ordercentralen i Göteborg och två år senare startade Fallenius Godstrafik, vilken organiserade återlast för fjärrtrafiken, med ombud på omkring 40 orter i landet. Företaget var därmed först i Sverige med samlastning av bilgods. Fjärrtrafiken överfördes 1936 till ett dotterbolag, Fallenius Godstrafik AB.

### 1940 – 1970-talen
1942 gick Lastbilscentralernas Riksförbund (LCR) in som hälftenägare i Fallenius Godstrafik, som 1944 bytte namn till AB Godstrafik och Bilspedition (GBS). 1953 tog Lastbilscentralernas Riksförbund över Fallenius ägarandel företaget.
Bilspeditions Transportörförening, en intresseförening för företagets transportörer, grundades 1957 och gick 1964 in som delägare. Därigenom tillfördes nödvändigt kapital för att kunna modernisera godsterminalerna. Som en del av de stora terminalinvesteringarna byggdes stora terminaler i Lunda i Stockholm och Bäckebol i Göteborg 1970. 
Utrikesverksamheten byggdes upp under 1960-talet och den gränsöverskridande trafiken organiserades i dotterbolaget Autotransit. Dotterbolag etablerades i Norge och Danmark och trafik mellan Sverige och Storbritannien inleddes.
1972 etablerades kyl- och frysverksamheten Coldsped, fryshuskedjan Cold Stores förvärvades och 1977 lanserades pakettjänsten Bilpaket.
Företaget ändrade 1977 namnet till Bilspedition AB.

### Expansionen under 1980-talet
1980-talet var ett expansivt decennium där flera företag förvärvades: Wilsongruppen (1983), delägarskap i norska Linjegods (1984), Scansped inklusive det tidigare moderbolaget Fallenius & Leffler (1985), Cool Carriers (1987), Gorthon Lines (1988), Transatlantic (1988), ACL (1989) och en större aktiepost i Uddevalla Shipping (senare Frontline). 1986 köptes hälften av aktierna i finansbolaget Infina, vilket senare fusionerades med Independent. Tillsammans med Philipsons bildades fastighetsbolaget Coronado 1986. 
Bilspedition börsintroducerades 1984 på Stockholmsbörsen och året efter på börserna i Köpenhamn och Oslo.

### 1990-talet
År 1990 förvärvades hälften av aktierna i Linjeflyg och 1991 finska Speditor, samtidigt som Gorthon Lines såldes till Bylock & Nordsjöfrakt (1990). Det europeiska nätverket fortsatte att byggas ut genom köp av tyska Nellen & Quack, delägarskap i italienska Castelletti och satsningar i Polen. 1992 startades verksamhet med inrikes postorderpaket i Sverige under namnet Privpak.
Till följd av finanskrisen och en förlust 1992 på 1,3 miljarder kronor avyttrades all verksamhet utanför kärnverksamheten: Coronado (1991) , Independent (1991), Linjeflyg (1992), Svenska Orient Linien (1993), större delen av innehavet i Bylock & Nordsjöfrakt (1993-1994) och resterande del 1996, avveckling av Rederi AB Transatlantic (1993), hälften av aktierna i Cool Carriers (1994-1995) och ACL (minskad ägarandel genom nyemission 1994 och försäljning av resterande del 1996/1997).
Bilspedition bytte 1996 namn till BTL – Bilspedition Transport & Logistics och förvärvade samma år finska Houlintakeskus av Finnlines. Genom en nyemission blev Finnlines BTL:s största delägare. Finnlines sålde året efter BTL till tyska Stinnes och 1998 gick BTL samman med Schenker under namnet Schenker-BTL. 
År 1999 förvärvade Stinnes resterande aktier i BTL och aktien avnoterades från börsen.